# الحي الصيني
الحي الصيني (بالإنجليزية: Chinatown)‏ هو اسم لأحياء منتشرة في جميع أنحاء العالم وتكون غالب سكان تلك الأحياء صينيون، وتعتبر مانيلا في الفلبين أول مدينة تسمى حي من أحيائها باسم الحي الصيني وذلك في عام 1594.
تعتبر الأحياء الصينية مركزًا هامًا للتجارة والسياحة.

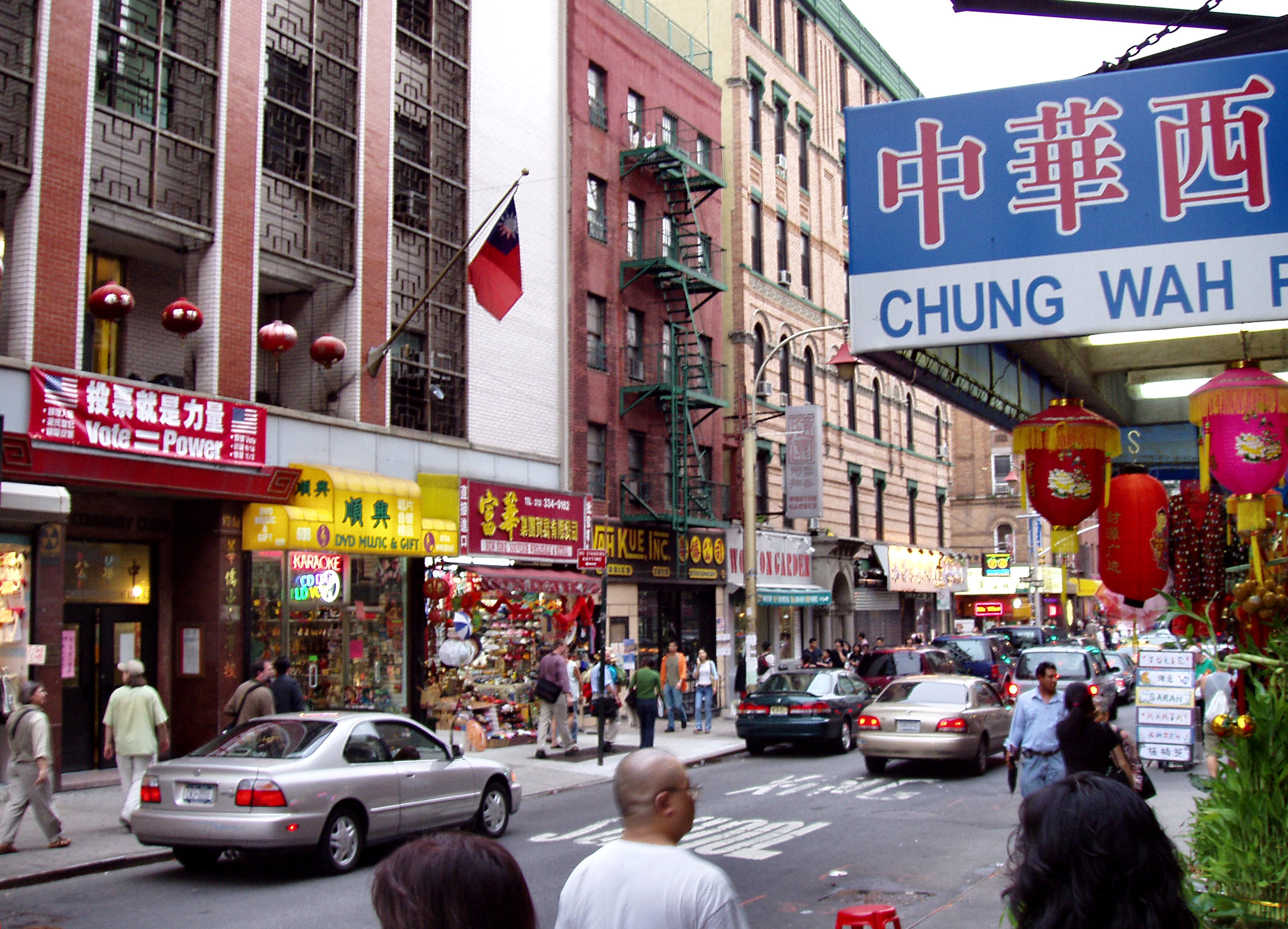
الحي الصيني في مانهاتن بمدينة نيويورك

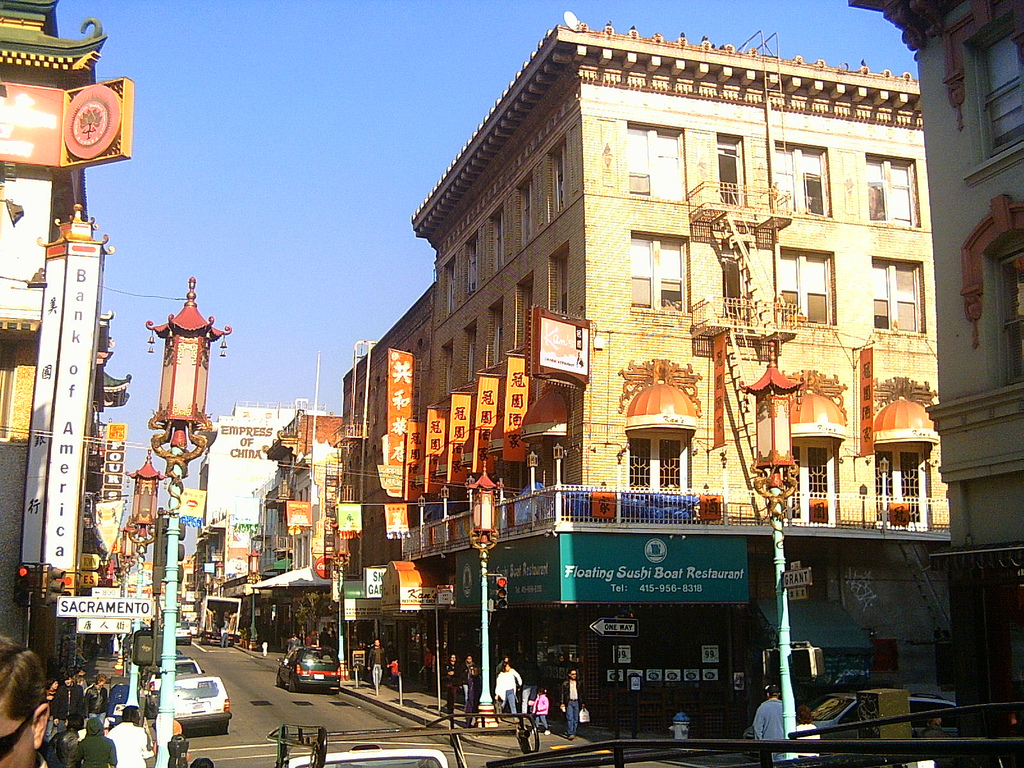
الحي الصيني في سان فرانسيسكو